# Humberto Fernández Morán
Humberto Fernández Morán (ur. 18 lutego 1924 w Maracaibo, zm. 17 marca 1999 w Sztokholmie) – wenezuelski lekarz, biofizyk i naukowiec.

## Życiorys
Urodził się 18 lutego 1924 w Maracaibo w stanie Zulia w Wenezueli. Studiował medycynę w Niemczech, na Uniwersytecie Ludwika i Maksymiliana w Monachium. Studia ukończył w 1944 roku summa cum laude. Po powrocie do Wenezueli pracował jako lekarz. Zainteresowanie budową komórek nowotworowych skłoniło go do wyjazdu do Szwecji, gdzie pracował w Instytucie Fizyki, kierowanym przez Mannego Siegbahna oraz w Instytucie Karolinska, zajmując się mikroskopią elektronową. W 1954 roku zgłosił do opatentowania metodę szlifowania krawędzi diamentowych pod kątem wykorzystania jako narzędzie tnące. Wynalazek ten został wykorzystany w skalpelach diamentowych oraz ultramikrotomach.
W 1954 roku powrócił do Wenezueli, gdzie założył Instituto Venezolano de Investigaciones Neurológicas y Cerebrales (IVNIC) (Wenezuelski Instytut Badań Neurologicznych i Badań Mózgu). Tam kontynuował badania tkanek zwierzęcych przy użyciu mikroskopii elektronowej; między innymi jako pierwszy opisał budowę retinuli owadów.
W 1958 roku objął stanowisko ministra nauki w rządzie Marcosa Péreza Jiméneza. Po jego upadku, w tym samym roku wyjechał do Stanów Zjednoczonych, gdzie pracował dla NASA, a także w Massachusetts Institute of Technology oraz Uniwersytecie Chicagowskim.
W 1985 roku wyjechał do Sztokholmu, jego żona – Anna Browallius była Szwedką – gdzie pracował na Uniwersytecie Sztokholmskim. Za swoją pracę został odznaczony, między innymi, szwedzkim Orderem Gwiazdy Polarnej. Zmarł 17 marca 1999 roku w Sztokholmie.

## Odznaczenia i nagrody
- Order Gwiazdy Polarnej
- Medal Claude’a Bernarda Uniwersytetu Montrealskiego
- Nagroda Johna Scotta (1967)